# Йозеф Ґунґль
Йозеф Ґунґль (нім. Josef Gung'l; 1 грудня 1809, Жамбек, Угорщина — 1 лютого 1889, Веймар) — німецький композитор і диригент угорського походження.

## Біографія
Навчався музиці приватно, працював шкільним вчителем. Потім записався до австрійського війська і почав музичну кар'єру в Ґраці як гобоїст, в 1836 році очолив військовий оркестр розквартированого там артилерійського полку. У тому ж році дебютував як композитор, автор маршів і вальсів. Кар'єра Ґунґля виявилася настільки успішною, що в 1843 році він зібрав власний оркестр із 36 виконавців, з яким концертував Німеччиною, влітку виїздив на гастролі в Росію, в 1849 році здійснив гастрольну поїздку в США. З 1853 році керував військовим оркестром в Брно, потім працював в Мюнхені, Франкфурті-на-Майні, Бад-Райхенгаллі, в 1873 році з успіхом провів серію променадних концертів в Лондоні. У 1876 році отримав звання придворного капельмейстера в Відні.

## Творчість
У спадщині Ґунґля понад 400 творів, в тому числі 56 маршів, 118 вальсів, польки, мазурки, галопи і т. д.
Йозеф Ґунґль був старшим в музичній династії. Диригентом естрадних оркестрів і автором танцювальних п'єс був його племінник (в деяких джерелах — брат) Йоганн Ґунґль, інший племінник Франц Ґунґль (1835—1905) диригував в оперних театрах Кенігсберга і Риги. Дочка Ґунґля Віргінія Науман-Ґунґль виступала на багатьох оперних сценах Німеччини. Зять Ґунґля Ґустав Пепко (1853—1933) перейняв у нього естрадний оркестр курортного містечка Бад-Райхенгалль.